# 칠삭동이의 설중매
"칠삭동이의 설중매"(雪中梅)는 1988년에 개봉한 대한민국의 영화이다. 이후 1994년 재개봉되었다.

## 캐스팅
- 정진
- 신성일
- 윤양하
- 박지훈
- 한지일
- 김희라
- 엄유신
- 김교순
- 곽은경
- 천은경
- 강계식
- 최삼
- 김기범
- 허기호
- 최일
- 박광진
- 추봉
- 신찬일
- 박성범
- 윤일주
- 이예성
- 나갑성
- 김예성
- 손전
- 박부양
- 최준
- 주일몽
- 김용학
- 최훈
- 김찬구
- 백송
- 황민
- 이백
- 한명구
- 주상호
- 강희주
- 김대현
- 문현학
- 박나연
- 이정택
- 곽건
- 김수천
- 홍춘길
- 박효근
- 서평석
- 신유석
- 박남현
- 조인성
- 장인한